# Черновол, Тарас Вячеславович
Тара́с Вячесла́вович Черново́л (Чорнови́л) (укр. Тарас В’ячеславович Чорновіл; род. 1 июня 1964, Львов, Украинская ССР, СССР) — украинский политический деятель.

## Биография
Родился в семье диссидента и журналиста Вячеслава Черновола, основателя Народного руха Украины (погиб в автокатастрофе в 1999 году), и украинского культурного и церковного деятеля, медика Елены Антонив.

### Образование
Учился на биологическом факультете Львовского университета и в Институте повышения квалификации при Львовском университете (специальность — «международное право»).

### Трудовая деятельность
- 1981—1982 — лаборант Львовского политехнического института.
- 1982—1984 — служба в Советской Армии ВС Союза ССР[1].
- 1984—1989 — санитар операционного отделения Львовской больницы.
- С 1985 года — член Украинской Хельсинкской группы, один из основателей Союза независимой украинской молодёжи.
- С 1987 — редактор журнала «Украинский вестник», затем главный редактор газеты «Молодая Украина».

### Политика
- 1990—1994 — депутат Львовской областной рады.
- С 1995 года — референт по политическим вопросам у своего отца, Вячеслава Черновола.
- С 1999 года — сотрудник аппарата Народного руха Украины, главный редактор газеты «Час».
- В 2000 году избран депутатом Верховной Рады во Львове.
- В 2002 году переизбран в Верховную Раду.
- С мая 2002 года — член фракции «Наша Украина».
- В апреле 2004 года перешёл в депутатскую группу «Центр»,
- В декабре 2004 года вступил во фракцию «Регионы Украины».
- В декабре 2004 года — руководитель штаба Виктора Януковича перед переголосованием второго тура президентских выборов.
- В 2006 году вновь избран в Верховную раду Украины от Партии регионов.
- 2 октября 2008 года принял решение покинуть ряды Партии регионов, не слагая с себя депутатских полномочий и не выходя из фракции.

Председатель подкомитета по бюджетному обеспечению органов местного самоуправления комитета Верховной Рады по государственному развитию и местному самоуправлению.
9 июня 2009 года политсовет Партии регионов исключил Черновола из членов парламентской фракции. Как заявил сам Черновол, исключение из фракции представляло собой личную месть Виктора Януковича за критические публикации Черновола в прессе о переговорах с фракцией Блока Юлии Тимошенко.
Ряд общественных организаций Украины и Бюро журналистских расследований «Свидомо» назвали Черновола среди трёх главных лоббистов табачного и алкогольного бизнеса в Верховной Раде Украины 6-го созыва.
11 апреля 2017 года бывший депутат Верховной Рады Украины Тарас Черновол заявил, что «…все, кто работает в России (трудовые мигранты из Украины — редакция УН), за редким исключением, подписали соглашение о сотрудничестве с ФСБ. Это даже не обговаривается. Нет ни одного поехавшего на заработки в РФ украинца, которого бы там не завербовала ФСБ».
13 июня 2023 года в Киеве подвергся нападению активистов, был облит зелёнкой и брошен в мусорный бак, откуда вскоре вылез.